# Publio Melio Capitolino
Publio Melio Capitolino  fue un político y militar romano del siglo IV a. C. perteneciente a la gens Melia.

## Familia
Melio fue hijo de Espurio Melio, un rico plebeyo sospechoso de aspirar a la realeza.

## Carrera pública
Fue elegido tribuno consular en el año 400 a. C. Tito Livio dice que era de extracción patricia, pero los Melios eran plebeyos. Obtuvo un segundo tribunado consular en el año 396 a. C.